# Adma
Adma – według Księgi Rodzaju (Rdz 10,19) miasto w Rowie Jordanu, zlokalizowane na granicy Kanaanu, zgładzone zgodnie z przekazem Księgi Powtórzonego Prawa (Pwt 29,24) wraz z Sodomą i Gomorą. Zgodnie z relacją Księgi Rodzaju (Rdz 14,1–10) król Admy Szinab został pokonany przez elamickiego króla Kedorlaomera.